# بول تریر مینیاتوری
بول تریر مینیاتوری (به انگلیسی: Miniature Bull Terrier)، نام یکی از نژادهای سگ است که خاستگاه آن به انگلستان بازمی‌گردد. بول تریر مینیاتوری در حالت بالغ ۳۵٫۴ سانتیمتر (۱۴ اینچ) ارتفاع دارد.